# بيرسيفون

بيرسيفون

بيرسيفون هي ابنة ديميتر ربة الأراضي المنزرعة من زيوس. كانت ابنتها الوحيدة الجميلة التي كان الفنانون لا يستطيعون تصويرها من جمالها الأخاذ.

## هاديس
كان هاديس شقيق زيوس وبوسيدون، إله العالم السفلى، أو عالم الموتى المسمى Tartaros، ولكنه ليس الموت نفسه الذي يسمى Thanatos. لم يصور هاديس كثيرا في الأعمال الفنية وربما كان مرجع ذلك إلى أنه الإله الذي لا يحب الناس رؤيته فهو مصحوب بالموت الذي يحرمهم من الحياة وهو في نفس الوقت إله قاس عنيد لا تأخذه شفقة أو رحمة. ولا يتراجع في قراراته مهما كانت قسوتها. والأسطورة الوحيدة التي صورته بكثرة في الفنون هي أسطورة خطفه لبيرسيفونى.

## اختطاف بيرسيفونى
لم يتزوج هاديس ولكنه أعجب ببيرسيفونى حين رآها تلعب مع أترابها في إحدى الحدائق. فخرج لها دون أن تدرى من الأرض وهو يركب عربته الذهبية وانقض عليها فأخذت تصرخ حتى سمعت صراخها هيكات وهليوس وديميتر. انفطر قلب الأم حزنا على ابنتها وهامت على وجهها تبحث عنها في كل مكان. فلما لم تجدها بين الآلهة وبين الناس راحت تممشى على الأرض حاملة شعلتها تسعة أيام دون طعام أو شراب وخلال هذه الأيام التقت بهيكات والتقت بهليوس الذي أطلعها على حقيقة ما حدث. هجرت ديميتر جبل أولمبوس غاضبة على الآلهة الذين لم يساعدوها وهجرت زيوس الذي لم ينقذ ابنته.

## نزول ديميتر إلى الأرض
نزلت ديميتر إلى الأرض لتعيش بين البشر، وبدت كعجوز شمطاء لا يكلمها أحد. أشفقت عليها مجموعة من الفتيات من بنات متانيرا Metaneira زوجة كليوس celeus ملك إليوسيس Eleusis في أتيكا وأخذنها إلى القصر لتصبح مرضعة للطفل الوليد لقاء أجر تتقاضاه. وسعدت ديميتر بوجودها في القصر إذ كانت وصيفات الملكة يروحن عنها. وسعد القصر بمن فيه نظرا للنور والبهاء الذي حل معها، ومنحت الرضيع Daniphion الخلود بتعريضه كل مساء إلى نار مستعرة. وذات مساء شاهدتها الملكة متانيرا وهي تعرض الطفل للنار فصرخت صرخة مدوية أغضبت ديميتر فاضطرت للكشف عن حقيقتها وتوقفت عن منح الطفل الخلود والشباب الدائم، أمرت الملكة بأن يشيد لها الناس في بلدتها معبدا كبيرا ومذبحا ووعدت بأن تعلمهم أسرار عبادتها، والتقرب إليها. أخذت ديميتر شكلها الطبيعى فبدت في كامل بهائها يضوع الشذى من ردائها ويشع النور من جسدها. فأغشى على الملكة، وفي الصباح التالى بدأ الإليوسينيون في بناء المعبد الكبير لديميتر. وبعد أن اكتمل المعبد جلست فيه ديميتر بمنأى عن سائر الآلهة تبكى ابنتها ومضت على الأرض سنة عجفاء لا زرع فيها ولا نماء.

## محاولات زيوس لإرضاء ديميتر
بدأزيوس يرسل الآلهة بدءأ من إيريس وانتهاء بهيرميس وديميتر ترفض هداياهم وأقسمت ألا تعود إلى أوليمبوس وألا تنبت زرعأ حتى ترى ابنتها.

## عودة بيرسيفونى
بعث زيوس بهيرميس إلى هاديس ليخلى سبيل بيرسيفونى. ولكن كان هاديس قد تزوج بيرسيفونى في العالم الآخر وجعلها ملكة على عالم الموتى. وأعلن هاديس أنه يمتثل لطلب كبير الآلهة بإعادة بيرسيفونى إلى أمها ولكنه قبل أن يتركها أطعمها حبة من رمان تجعلها تعود إليه حتمأ. أخذ هيرميس بيرسيفونى وذهب بها إلى ديميتر التي فرحت بها كثيرأ. ولكن كان لا بد أن تعود بيرسيفونى إلى مملكتها لأنها أكلت من طعام هاديس. واتفق الجميع على أن تقضى بيرسيفونى ثلث العام في تارتاروس مع هاديس ثم تعود مع [الربيع] حيث يونع الثمر وتزدهر الأشجار وتثمر الحقول. أثمرت ديميتر الحقول فرحأ بعودة ابنتها وامتلأت سنابل القمح وذهبت إلي إليوسيس حيث لقنت كهنتها شعائرها وأسرارها ثم صعدت مع ابنتها إلي اوليمبوس.